# (2744) Биргитта
(2744) Биргитта (швед. Birgitta) — астероид, относящийся к группе астероидов пересекающих орбиту Марса и принадлежащий к светлому спектральному классу S. Он был открыт 4 сентября 1975 года шведским астрономом К.-И. Лагерквистом в обсерватории Квистаберг и назван в честь дочери первооткрывателя Анны Биргитты Анжелики Лагерквист (швед. Anna Birgitta Angelica Lagerkvist).

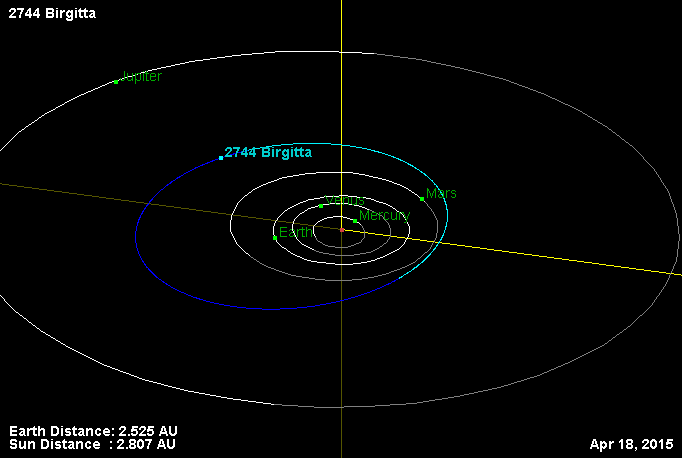
Орбита астероида Биргитта и его положение в Солнечной системе